# Hiram Y. Smith

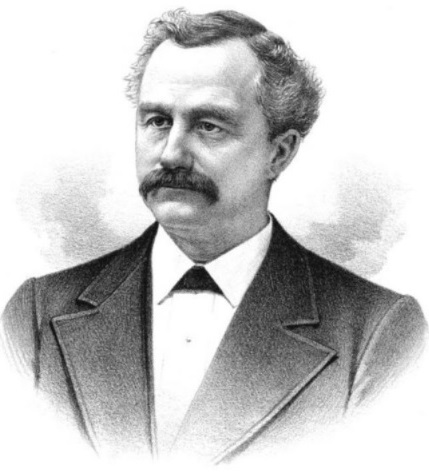
Hiram Y. Smith (1890)

Hiram Ypsilanti Smith (* 22. März 1843 in Piqua, Ohio; † 4. November 1894 in Des Moines, Iowa) war ein US-amerikanischer Politiker. Zwischen 1884 und 1885 vertrat er den Bundesstaat Iowa im US-Repräsentantenhaus.

## Werdegang
Im Jahr 1850 kam Hiram Smith mit seinen Eltern nach Rock Island in Illinois und 1854 nach Des Moines in Iowa. Dort besuchte er die öffentlichen Schulen. Im Jahr 1861 wurde er Mitglied der Miliz, um an einigen Kämpfen gegen die Indianer teilzunehmen. Von Januar 1862 bis Februar 1864 war Smith beim Postministerium in der Bundeshauptstadt Washington angestellt. Danach arbeitete er bis 1865 für das Finanzministerium. Nach einem anschließenden Jurastudium an der Albany Law School in Albany (New York) und seiner im Jahr 1866 erfolgten Zulassung als Rechtsanwalt begann er in Des Moines in seinem neuen Beruf zu arbeiten. Zwischen 1875 und 1879 war er Staatsanwalt im fünften Gerichtsbezirk von Iowa.
Smith war Mitglied der Republikanischen Partei. Von 1882 bis 1884 gehörte er dem Senat von Iowa an. Nach dem Rücktritt des Kongressabgeordneten John A. Kasson wurde Smith im siebten Wahlbezirk von Iowa als dessen Nachfolger in das US-Repräsentantenhaus in Washington gewählt. Dort beendete er zwischen dem 2. Dezember 1884 und dem 3. März 1885 die angebrochene Legislaturperiode seines Vorgängers. Bei den regulären Kongresswahlen des Jahres 1884 kandidierte Smith nicht mehr.
Nach dem Ende seiner kurzen Zeit im Kongress zog sich Hiram Smith wieder aus der Politik zurück. In den folgenden Jahren bis zu seinem Tod im November 1894 arbeitete er wieder als Anwalt.